# Barbara Hannigan
Barbara Hannigan, född 8 maj 1971 i Waverley i Nova Scotia, är en kanadensisk sopran och dirigent. Hon kombinerar ofta sång med dirigering och har arbetat med flera framstående orkestrar och operahus.

## Biografi
Hannigan studerade vid University of Toronto, Banff Centre och Koninklijk Conservatorium i Haag i Nederländerna. Hon har samarbetat med tonsättare som György Ligeti, Hans Abrahamsen och George Benjamin.
Utöver sin sångkarriär har Hannigan etablerat sig som dirigent. Hon har lett orkestrar som London Symphony Orchestra, Berlinerfilharmonikerna och Göteborgs Symfoniker.
År 2011 hade hon uruppfört cirka 75 samtida kompositioner. Dessa inkluderar Written on Skin av George Benjamin (2017), 
La plus forte av Gerald Barry (2007) Let mer tell you av Hans Abrahamsen, Split the Lark (2022), Starcatcher (2022) och flera andra verk av John Zorn. Hon ledde världspremiären av Golfam Khayams  Je ne suis pas une fable à conter för röst och orkester i juni 2023. 
Barbara Hannigan är bosatt i Finistère i Frankrike.

## Utmärkelser
Hannigan har mottagit flera internationella utmärkelser, inklusive Grammy Awards och Rolf Schockprisen. Hon blev 2018 utsedd till medlem av Order of Canada för sina insatser inom musik. År 2025 tilldelades hon Polarpriset tillsammans med rockgruppen Queen och jazzmusikern Herbie Hancock.